# 岡山県道44号笠岡停車場線
岡山県道44号笠岡停車場線（おかやまけんどう44ごう かさおかていしゃじょうせん）は、岡山県笠岡市のJR山陽本線笠岡駅と岡山県道34号笠岡井原線を結ぶ県道（主要地方道）である。

## 概要
本路線が主要地方道に認定された背景には当時笠岡港が丸亀・多度津両港への定期旅客船が発着する主要港湾だったことが考えられる。しかし、瀬戸大橋開通を契機に四国方面への定期航路は全廃され、今は笠岡諸島への定期旅客船しか発着しない。
1954年（昭和29年）の主要地方道設定当時岡山県内には鉄道駅を起点とする主要地方道が5路線（岡山・笠岡・倉敷・玉島〔現：新倉敷〕・津山）認定されたが、1965年（昭和40年）の岡山県道津山停車場線の廃止と、1979年（昭和54年）の岡山県道43号倉敷停車場線の廃止により、唯一の新幹線の停車駅ではない駅を起点とする主要地方道になった。
県道標識も本路線の県道番号を記した案内標識も路線表示も存在しない。

### 路線データ
- 起点：岡山県笠岡市中央町・笠岡警察署笠岡駅前交番北側
- 終点：岡山県笠岡市中央町・笠岡市役所分庁舎前（岡山県道34号笠岡井原線交点）
- 総延長：160m
- 実延長：総延長に同じ（被重用区間なし）

## 歴史
- 1954年1月20日 建設省（当時）告示第16号により主要地方道に認定される。
- 1954年12月24日 岡山県告示第936号により認定される。
- 1972年頃 現行の県道番号に変更される（それまでは固定された県道番号は付けられていなかった）。
- 1993年（平成5年）5月11日 - 建設省から、県道笠岡停車場線が笠岡停車場線として主要地方道に再指定される[1]。

## 地理

### 通過する自治体
- 笠岡市

### 交差する道路
- 岡山県道34号笠岡井原線（笠岡市中央町、終点）

### 沿線にある施設など
- JR山陽本線笠岡駅
- 笠岡市役所分庁舎